# Diaethria ocellata
Diaethria ocellata är en fjärilsart som beskrevs av Jose Francisco Zikán 1937. Diaethria ocellata ingår i släktet Diaethria och familjen praktfjärilar. Inga underarter finns listade i Catalogue of Life.